# Clodomir Alcoforado Leite
Clodomir Alcoforado Leite (Vitória de Santo Antão, 4 de janeiro de 1921 - Rio de Janeiro, 21 de setembro de 1982) foi um jornalista, economista e político, que ocupou o cargo de deputado federal pelo estado de Pernambuco. Como jornalista manteve uma coluna no jornal Última Hora, do Rio de Janeiro.

## História
Formado pela Faculdade de Direito de Recife, foi diretor do Departamento Nacional de Indústria e Comércio, participou do  Conselho Federal dos Economistas, trabalhou no Instituto de Aposentadoria e Pensões dos Empregados em Transportes e Cargas (IAPETEC) e no Instituto do Açúcar e do Álcool (IAA).
Foi eleito deputado federal pela legenda do Partido Trabalhista Brasileiro (PTB) em 1962, tendo se transferido em 1965 para o Movimento Democrático Brasileiro (MDB).
Em decorrência ao Ato Institucional nº 5, teve o seu mandato cassado e os direitos políticos suspensos em 29 de abril de 1969. Em 1980, foi beneficiado pela Lei da Anistia.